# Ehingen (Donau)

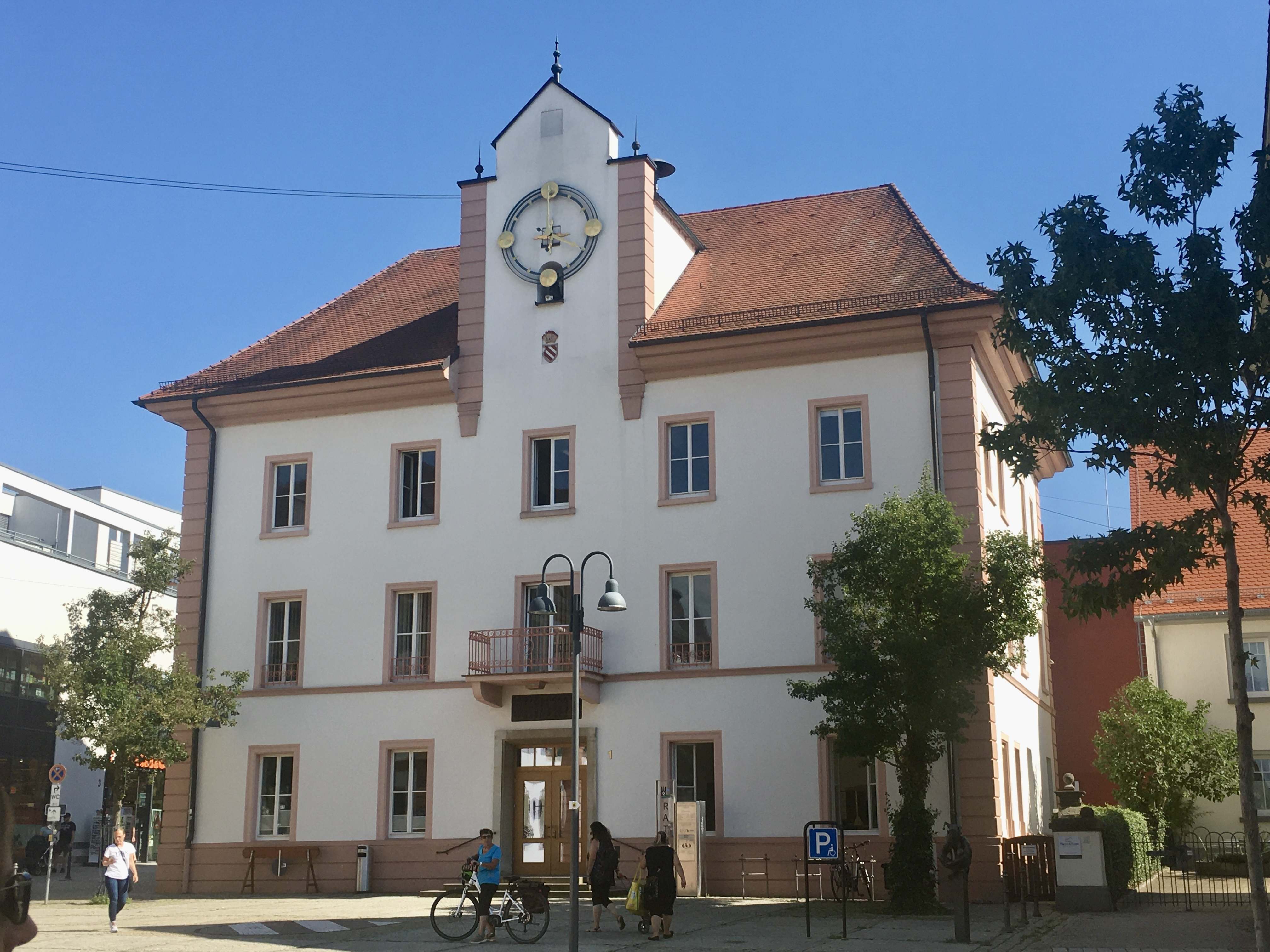
Ratusz w Ehingen (Donau)

Ehingen (Donau) – miasto w Niemczech, w kraju związkowym Badenia-Wirtembergia, w rejencji Tybinga, w regionie Donau-Iller, w powiecie Alb-Donau-Kreis, siedziba wspólnoty administracyjnej Blaubeuren.
W mieście miała siedzibę firma Schlecker, która w marcu 2012 ogłosiła upadłość. Od 1969 mieści się tu fabryka żurawi wieżowych Liebherr.

## Położenie
Miasto znajduje się we wschodniej części Badenii-Wirtembergii. Leży w Górnej Szwabii, przy ujściu rzeki Schmiech do Dunaju, na skrzyżowaniu dróg krajowych B311, B465 i B492. Oddalone 23 km na południowy zachód od Ulm i 67 km na południowy wschód od Stuttgartu. Około 57% powierzchni miasta zajmują gospodarstwa rolne, a około 30% porastają lasy.

## Historia
Pierwsza wzmianka o miejscowości pochodzi z roku 961, wymieniane jest jako Ehinga. Była wtedy niewielką osadą. Rozwój miasta rozpoczął się po jego ponownej lokacji przez hrabiów Berg, w pobliżu ich zamku nad rzeką Schmiech. Po wygaśnięciu rodu w 1346 miasto przeszło pod panowanie Habsburgów. Po wojnie trzydziestoletniej było miejscem spotkań austriackiej i szwabskiej szlachty, co sprzyjało rozwojowi miejscowości. Ehingen zostało dwukrotnie zniszczone przez pożary, które miały miejsce w roku 1688 i 1749. Na mocy pokoju w Preszburgu miasto w 1805 znalazło się w granicach Królestwa Wirtembergii, rok później ustanowiono je siedzibą Oberamtu. W 1934 roku powstał powiat Ehingen, który w 1973 w większości włączono do powiatu Alb-Donau z siedzibą w Ulm.

## Podział administracyjny
W skład gminy wchodzi z 17 miejscowości (Ortschaften):
- Altbierlingen,
- Altsteußlingen,
- Berg,
- Dächingen,
- Erbstetten,
- Frankenhofen,
- Gamerschwang,
- Granheim,
- Herbertshofen,
- Heufelden,
- Kirchbierlingen,
- Kirchen,
- Mundingen,
- Nasgenstadt,
- Rißtissen,
- Schaiblishausen,
- Volkersheim.

## Zabytki
- Ratusz z 1713 roku,
- Obiekty sakralne:
  - Kościół św. Błażeja
  - Kościół Najświętszej Maryi Panny
  - Konviktskirche

## Współpraca
- Węgry: Ostrzyhom